# María Morena
María Morena es una actriz y doble mexicana que inició su carrera en 1993 en Buscando el paraíso. También es conocida por actuar en vivan los niños

## Telenovelas
- Un camino hacia el destino ...Migdalia (2016)
- Mañana es para siempre... Hermana Fidelia (2009)
- Cuidado con el ángel ... Esther (2008)
- ¡Vivan los niños! ... Pilar Bravo (2002)
- La intrusa ... Doble de Gabriela Spanic (2001)
- Carita de ángel ... Hermana Aurora (2000)
- Serafín ... Cecilia (1999)
- La usurpadora ... Doble de Gabriela Spanic (1998)
- Esmeralda ... Doris Camacho (1997)
- Buscando el paraíso (1993)
- La última esperanza (1993)